# Vikingita
La vikingita és un mineral que forma part del grup de la ramdohrita-lilliamita. Anomenada així en referència als vikings, exploradors primerencs de Groenlàndia, on va ser descobert el mineral.

## Característiques
La vikingita és un mineral de fórmula química Ag₅Pb₈Bi₁₃S₃₀. Cristal·litza en el sistema monoclínic. La seva duresa a l'escala de Mohs és 3,5.

## Formació i jaciments
S'ha descrit associada amb cosalita i formant lamel·les en galena en la paragènesi de gustavita-galena. S'ha trobat associada a cosalita, galena (Ivigtut, Groenlàndia); gustavita, heyrovskyita, quars (Pedrera La Roche-Balue, França).